# Cotton Club
«Коттон-клуб» (англ. Cotton Club — «Хлопковый клуб») — ночной клуб, существовавший в Нью-Йорке с 1923 по 1940 год. Во времена «сухого закона» здесь выступали такие известные чернокожие джаз-музыканты и эстрадные артисты, как Флетчер Хендерсон, Дюк Эллингтон, Кэб Кэллоуэй, Луи Армстронг, Этель Уотерс, братья Николас и другие.

## История
«Коттон-клаб» был создан в 1920 году американским чемпионом по боксу Джеком Джонсоном в Гарлеме, на углу 142-й улицы и Ленокс-авеню. Первоначально носил название «Клуб-делюкс» (Club Delux). В 1923 году он был перекуплен крупным гангстером и контрабандистом спиртного Оуни Мэдденом и переименован в Коттон-клаб.
В скором времени клуб развился в популярное место встреч и общения, в том числе и для светского нью-йоркского общества. Общий интерьер помещений отображал будни жизни негритянского населения американского Юга в эпоху рабовладения. В клубе в основном выступали чернокожие музыканты и танцовщицы, в то же время «цветных» посетителей в клуб не допускали. Одновременно артистам, за редкими исключениями, не было дозволено общаться с «белой» публикой. Музыка, которую исполняли негры-музыканты в клубе, также должна была соответствовать обстановке клуба, и от артистов требовалась необычная для того времени «музыка джунглей», позднее развившаяся в созданный Дюком Эллингтоном «джангл-стиль» (Jungle Style). Под влиянием настойчивых просьб Эллингтона строгие «расовые» правила для посетителей были постепенно смягчены.
Клуб сыграл значительную роль в создании и развитии джазовой музыки, а также различных джазовых коллективов. В 1923 году там выступает джаз-бэнд Флетчера Хендерсона. Позднее в клубе выступают «Миссурийцы» (Missourians), после них, в 1927—1931 годах профилирующей здесь является Дюк Эллингтон со своими музыкантами. Благодаря радиотрансляциям его выступлений группа Эллингтона становится известной на всю страну. С 1931 года в клубе работает бэнд Кэба Келлоуэя, с 1934 — оркестр Джимми Ланчефорда. В клубе выступали такие звёзды, как Луис Армстронг, Этель Уотерс и Билл Робинсон. В качестве танцовщицы здесь начинала свою карьеру певица Лина Хорн.
Заведение несколько раз кратковременно закрывалось: в 1925 году за нарушения «сухого закона», в 1926 — после расовых волнений в Гарлеме. В 1937 году клуб был вновь открыт в Театральном квартале Манхэттена, на углу Бродвея и 48-й улицы, но в 1940 в связи с финансовыми трудностями был закрыт окончательно.

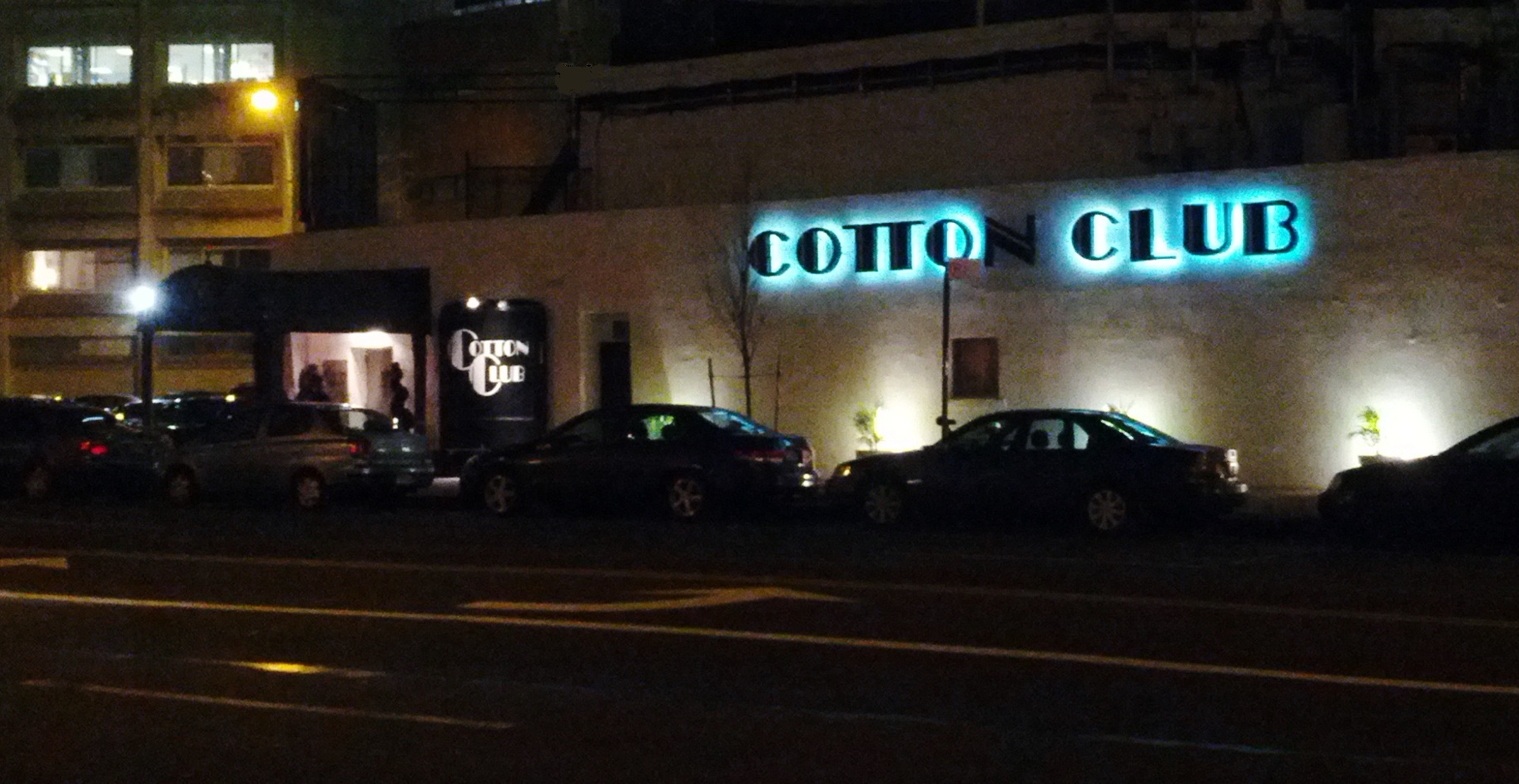
Cotton Club в Гарлеме, декабрь 2013 года

В 1978 году на 125-стрит в Гарлеме был открыт клуб с тем же названием.

## В культуре
История и атмосфера клуба отражены в художественном фильме режиссёра Френсиса Копполы «Клуб „Коттон“» (США, 1984).
Клуб послужил прототипом кабаре «Чернила и краска» (The Ink and Paint Club) из фильма «Кто подставил кролика Роджера», в котором своеобразно отображается ситуация с сегрегацией: кабаре только для людей, тогда как обслуживающий и управляющий персонал целиком состоит из мультипликационных персонажей.